# Operacja Piorun (powieść)
Operacja Piorun – powieść Iana Fleminga o przygodach agenta 007 – Jamesa Bonda. Została napisana w 1961 roku i jest dziesiątą z kolei powieścią w cyklu o Bondzie. Stanowi również pierwszą część tzw. trylogii Blofelda. To pierwsza powieść, gdzie wrogiem Bonda jest Ernst Stavro Blofeld. To również piątą książka, w której pojawia się przyjaciel Bonda Feliks Leiter.

## Fabuła
Bond przybywa na Hawaje, by oddać się zasłużonemu odpoczynkowi. Tak by się przynajmniej wydawało. W rzeczywistości bowiem ma obserwować parę podejrzanych osób niemieckiego pochodzenia. Wykonuje swoje zadanie, przy okazji realizując także własne plany. Raz jeden Niemiec mocno naraża mu się podczas relaksu w kurorcie hawajskim, za co Bond zamyka go w saunie, aż ten spalił sobie skórę. Niemiec po pewnym czasie próbuje zlikwidować agenta, ale mu się nie udaje. Szczególną uwagę agenta 007 wzbudza niejaki Emil Largo, Niemiec stojący swoim jachtem na jeziorze i poszukujący skarbów. Panu Largo towarzyszy jego kochanka, a właściwie dziewczyna zabawka, panna Domino.
Tymczasem ktoś skradł dwie głowice atomowe z rakiet i teraz grozi, że je zdetonuje, jeśli nie otrzyma okupu. Okazuje się, że za kradzieżą stoi przestępcza organizacja WIDMO. Do organizacji należą nie tylko przestępcy, mordercy i złodzieje, ale także terroryści, dawni faszyści Hitlera i członkowie rozwiązanego już sowieckiego Smierszu. Na czele Widma stoi Ernst Stavro Blofeld, jego zastępcą i ulubionym pracownikiem jest Emil Largo, zwany Numerem 1 (Blofeld zaś nosi Numer 2, ale nie jest to żadna moralna degradacja, ale podstęp mający na celu zmylenie policji w razie wpadki). Blofeld organizuje spotkanie organizacji, ujawnia, że niedawno na jego polecenie porwano młodą dziewczynę i zażądano okupu od jej rodziców. Okup został dostarczony, dziewczyna wróciła, ale jak się okazało, została ona podczas przetrzymywania zgwałcona, tak twierdzą w każdym razie jej rodzice. Blofeld domyśla się, że do aktu seksualnego doszło między porwaną a porywaczem za zgodą ich obu, ale honor Widma został zachwiany, więc połowa okupu została zwrócona rodzicom dziewczyny, zaś agent (obecny na zebraniu) na oczach towarzyszy zostaje ukarany śmiercią. Po rozwiązaniu spraw honorowych Blofeld przechodzi do punktu zebrania – porwanych niedawno głowic atomowych. Całą akcją ma kierować Emil Largo – ma czekać, aż okup zostanie wypłacony przez rząd Wielkiej Brytanii, lecz jeśli tak się nie stanie, ma zabrać głowice i zdetonować je zgodnie z planem. Blofeld pokazuje swym pracownikom swój testament, w którym na wypadek swojej śmierci czyni Larga swoim następcą i szefem całego Widma. Emil Largo rusza do akcji.
Bond dostaje od M zadanie obserwowania pana Largo i pozostałych Niemców podczas swego „niby urlopu” na Bahamach. Kontaktuje się ze swoim przyjacielem, Feliksem Leiterem, prywatnym detektywem i agentem CIA, który również bada sprawę kradzieży głowic nuklearnych. Obaj wymieniają się wiadomościami w tej sprawie. Tymczasem młody pilot dowozi samolotem skradzione głowice nuklearne do Emila Largo. Ten odbiera je, gratuluje pilotowi i zabija go jako niepotrzebnego świadka. Bond z pomocą Leitera dowiaduje się po pewnym czasie o tym wydarzeniu oraz o tym, że ów pilot to był brat panny Domino. Postanawia wykorzystać ten fakt.
007 nawiązuje w kasynie bliższą znajomość z Emilem Largo. Grają w karty o pannę Domino, Bond wygrywa, Largo więc „wypożycza” mu ją na parę dni. Bond i Domino spędzają miłe chwile na plaży, dziewczyna zwierza się agentowi, ten zaś mówi jej o swoich odkryciach. Domino jest przerażona śmiercią brata. Idzie z Bondem do łóżka i obiecuje mu pomoc w zniszczeniu Emila Largo.
Bond i Leiter obserwują jacht pana Largo. Domyślają się, że ukrył on głowice nuklearne gdzieś w tym jeziorze, na którym zakotwiczył pod pretekstem szukania podwodnych skarbów. Szykują akcję w celu odnalezienia głowic, czas bowiem upłynął i okup od rządu nie został dostarczony. Largo ma więc wydobyć głowice i zdetonować jedną z nich. Bond, Leiter i jego ludzie obserwują jacht, czekając na sygnał Domino – miała ona zapalić światło w swoim pokoju, gdy będzie czas wkroczyć do akcji. Niestety, dziewczyna zostaje zdemaskowana podczas szperania po statku i uwięziona pod pokładem. Bond nie mogąc doczekać się sygnału i tak wkracza do akcji. On i ludzie Leitera staczają wręcz podwodną bitwę z ludźmi Largo. Bond ściga pod wodą Emila Largo, żeby ten nie zdążył ukryć gdzieś wydobytych głowic, dochodzi między nimi do pojedynku. Ostatecznie Domino zabija Largo i ratuje Bonda przed ośmiornicą. Ludzie Leitera pokonują, zabijają i łapią w niewole członków SPECTRE, którzy przyciśnięci na przesłuchaniu opowiedzieli wszystko o swojej organizacji i Blofeldzie. Natychmiastowa akcja pomogła złapać wszystkich członków organizacji, ale sam Blofeld zdołał zbiec. Bond leży w szpitalu i chce jak najszybciej się wykurować, by spotkać się z Domino.

## Wydania polskie
- 2008, wyd. PW Rzeczpospolita, przekł. Robert Stiller.